# Antun Masle (slikar)
Antun Masle (Orašac pokraj Dubrovnika, 1. rujna 1919. – Dubrovnik, 20. kolovoza 1967.), hrvatski slikar.

## Životopis
Prvi put izlaže 1937. godine na izložbi Najmlađih u Salonu Galić u Splitu. Godine 1938. počinje studij na Akademiji Likovnih umjetnosti u Zagrebu u klasi prof. Marina Tartaglie, diplomira u klasi prof. Vladimira Becića, a 1945. godine se vraća u Dubrovnik gdje je od 1947. radio kao profesor likovnog odgoja u srednjim školama. Isprva je bio pod utjecajem ekspresionizma, a 50-ih godina počeo je slikati samosvojnim stilom, naoko bliskim dječjem slikarstvu. Gustim, reljefnim namazima boja slikao je portrete i infantilistički reducirane vedute.
Prvu samostalnu izložbu priređuje 1952. godine u salonu LIKUM-a u Dubrovniku, a 1955. prvi put izlaže s velikim prijateljem Đurom Pulitikom. Kontinuirano zajednički izlažu sve do 1964. godine.
Izlagao je u Dubrovniku, Zagrebu, Beogradu, Ljubljani, Sarajevu, New Yorku, Splitu, Rijeci, Mostaru, Zadru, Raveni, Osijeku.
Postumno mu je 1967. godine dodijeljena Nagrada grada Dubrovnika. Osnovna škola u rodnom mu Orašcu nosi njegovo ime.

## Djela
- „Put u Orašac”
- „Najamna kućerina”
- „Nevjesta”